# Obrona Paryża
Obrona Paryża – oblężenie, które miało miejsce w końcowym okresie wojen napoleońskich wiosną roku 1814. Francuska przegrana i w konsekwencji zajęcie stolicy Francji przez wojska VI koalicji, przyspieszyło abdykację cesarza Napoleona I.

## Tło konfliktu
W roku 1813 cesarz Napoleon I, po wycofaniu się z resztkami Wielkiej Armii z Rosji, zdołał częściowo odbudować swe siły, ale sprzymierzeni, na stronę których przeszła Austria, pokonali go w „Bitwie Narodów” pod Lipskiem. Cesarz Austrii, Franciszek II, był zainteresowany w zawarciu pokoju z Francją, ale Cesarz Wszechrusi Aleksander I i król Prus Fryderyk Wilhelm III zamierzali dokonać najazdu na Francję i obalić Napoleona I. Ponieważ Napoleon I zajął Moskwę, więc Aleksander I chciał zająć Paryż, chociaż od blisko czterystu lat obce wojsko nie przekroczyło bram tego miasta.

## Siły stron
Wojska austriackie, rosyjskie i pruskie zostały połączone pod naczelnym dowództwem feldmarszałka księcia Schwarzenberga, ale rzeczywistymi wodzami byli Cesarz Wszechrusi i król Prus, którzy towarzyszyli wojsku. Ich siły liczyły około 100 000 żołnierzy. 
Napoleon I powierzył obronę Paryża swemu bratu Józefowi, który miał do dyspozycji 20 000 żołnierzy regularnej armii marszałka Marmonta oraz około 30 000 Gwardii Narodowej i Gwardii Cesarskiej marszałków Moncey'ego i Mortiera.

## Bitwa
29 marca armia sprzymierzonych stanęła pod Paryżem obozem. Żołnierze rosyjscy, którzy nigdy nie byli tak daleko od ojczyzny, złamali szyki, by rzucić okiem na stolicę Francji. Następnego dnia rano miał się zacząć szturm. 
O świcie 30 marca siły rosyjskie w centrum uderzyły na Gwardię Cesarską spychając ją w kierunku przedmieścia Romainville. W kilka godzin później Prusacy, dowodzeni przez Blüchera, uderzyli na północ od miasta na obrońców Aubervilliers, ale bez większego zapału. Wartenburg zdobył pozycję obronną Saint–Maur na południowym zachodzie. Rosjanie próbowali kontynuować atak na swoim odcinku, ale zostali odrzuceni gwałtownym kontratakiem Gwardii, która skutecznie powstrzymywała ofensywę do czasu, gdy na jej tyłach pojawiły się oddziały pruskie. 
Rosjanie przystąpili do ataku na wzgórze Montmartre'u gdzie znajdowała się od początku bitwy główna kwatera Józefa. Tu walczyli Krakusi i polska artyleria.
W obronie Porte St. Denis do ostatniego pocisku strzelały baterie Bujalskiego, Piętki i Walewskiego, generał Michał Sokolnicki na czele 3. kompanii gwardii honorowej polskiej, resztkami Gwardii Narodowej i studentami politechniki bronił Buttes Chaumont i baterii obsługiwanej przez studentów. W walkach o pozycję Barrière de Clichy wyróżnili się inni Polacy: generał Pac, szef szwadronu Dwernicki ze swoimi eklererami, major Szymanowski, szwoleżerowie kapitana Zajączka.

## Kapitulacja
Z atakowanej stolicy uciekł Józef Bonaparte, a marszałek Marmont skontaktował się z wodzami koalicji i zawarł z nimi potajemne porozumienie. Wkrótce wyprowadził wojska z miasta w stronę Wersalu, gdzie zostały błyskawicznie otoczone przez przeważające siły nieprzyjaciela i zmuszone do poddania się. Idący w tylnej straży szwadron ułanów polskich zbuntował się, oderwał od kolumny i poszedł do Fontainebleau, do cesarza.
Aleksander I zaproponował dość łagodne warunki dla obrońców – zadeklarował się jako ten, co „niesie Francji pokój, a nie zniszczenie i wojnę”. 31 marca minister Talleyrand wręczył Cesarzowi Wszechrusi klucze do bram stolicy. Jeszcze tego samego dnia wojska sprzymierzonych wkroczyły do Paryża, na czele z Aleksandrem I i Fryderykiem Wilhelmem III. Cesarz Napoleon I był oburzony poddaniem Paryża i zdradą Marmonta. Kilka dni później (6 kwietnia) został zmuszony przez własnych marszałków do abdykacji.